# Xian de Xingtai
Le xian de Xingtai (邢台县 ; pinyin : Xíngtái Xiàn) est un district administratif de la province du Hebei en Chine. Il est placé sous la juridiction de la ville-préfecture de Xingtai.

## Démographie
La population du district était de 458 940 habitants en 1999.